# Jerofej Pavlovitsj
Jerofej Pavlovitsj (Russisch: Ерофей Павлович) is een nederzetting met stedelijk karakter  aan de Trans-Siberische spoorlijn in het gemeentelijk district Skovorodinski van de Russische oblast Amoer in Oost-Siberië. De plaats ligt aan de rivier de Oerka (stroomgebied van de Amoer) op 7111 kilometer ten oosten van  Moskou en 130 kilometer ten westen van de stad Skovorodino in de buurt van de grens met de kraj Transbaikal.
De plaats ontstond in 1909 bij de aanleg van de Trans-Siberische spoorlijn en is vernoemd naar de Russische zemleprochodets Jerofej (Pavlovitsj) Chabarov. Het grootste deel van de bevolking is werkzaam in de spoorsector. Er bevinden zich 2 scholen en een ziekenhuis.